# Carl Clauberg

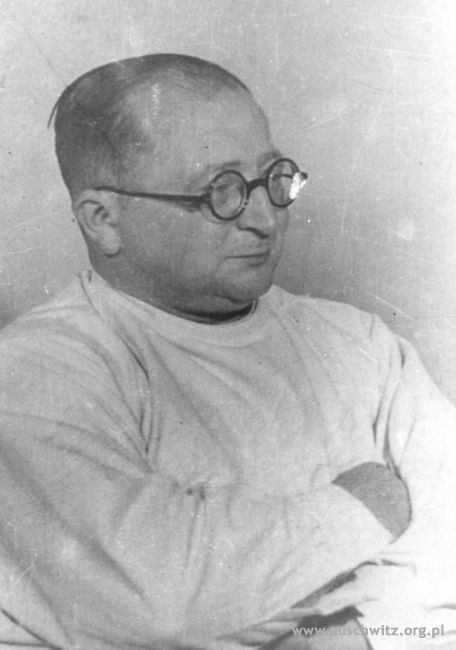
Carl Clauberg (1942)

Carl Clauberg (* 28. September 1898 in Witzhelden-Wupperhof; † 9. August 1957 in Kiel) war ein deutscher Gynäkologe, der als SS-Arzt an hunderten weiblichen KZ-Häftlingen Zwangssterilisationen vornahm. Aufgrund seiner auch im Vernichtungslager Auschwitz anhand von brutalen Menschenversuchen betriebenen Forschungen zu hormonbasierten Verhütungsmethoden gilt Clauberg als einer der Väter der Antibabypille.

## Leben

### Jugend und Werdegang
Carl Clauberg wurde in dem Dorf Wupperhof im Bergischen Land als Sohn einer Handwerkerfamilie geboren. Die Familie verzog im Jahr 1903 nach Kiel. Ab 1916 nahm Clauberg als Infanterist am Ersten Weltkrieg teil. Clauberg war an der Westfront eingesetzt und geriet 1917 in britische Kriegsgefangenschaft.

### Medizinstudium und Arzttätigkeit
Nach der Entlassung aus der Kriegsgefangenschaft begann Clauberg ab 1920 ein Medizinstudium an der Universität Kiel und setzte das Studium an der Universität Hamburg und der Universität Graz fort. Das Studium beendete er im Juni 1924. Nach der Approbation im April 1925 promovierte er im Mai 1925 an der Universität Kiel zum Thema Zur Frage der Todesursache bei Luftembolie. Von November 1925 bis 1928 als Volontärassistent und von 1928 bis Juli 1932 als Assistent arbeitete Clauberg an der Universitäts-Frauenklinik in Kiel und absolvierte dort eine Facharztausbildung als Gynäkologe. In dieser Zeit erforschte er, unterstützt von Chemikern der Firma Schering-Kahlbaum, die Wirkungsweise weiblicher Sexualhormone und entwickelte 1929 einen auf den Forschungen von George W. Corner und William M. Allen aufbauenden Gestagentest (Clauberg-Test), der von den Firmen Ciba, Organon und Schering-Kahlbaum statt des zuverlässigeren, aber teureren Corner-Allen-Tests benutzt wurde.
Ab dem 1. August 1932 war Clauberg als Assistenzarzt von Felix von Mikulicz-Radecki an der Universitätsklinik Königsberg beschäftigt und wechselte im November 1934 als Oberarzt an die Universitäts-Frauenklinik in Königsberg. Unter Miculicz-Radecki habilitierte sich Clauberg am 18. Februar 1933 an der Universität Königsberg. Im August 1937 wurde er durch die Universität Königsberg zum außerordentlichen Professor ernannt. Ein Ordinariat erhielt er auch als späterer Günstling Heinrich Himmlers jedoch nicht.
Clauberg veröffentlichte in den 1930er Jahren Fachliteratur auf dem Gebiet der Gynäkologie. Bekanntheit erlangte Clauberg v. a. durch ein von ihm entwickeltes Verfahren, bei infolge eines Eileiterverschlusses unfruchtbaren Frauen ein von den Schering-Werken hergestelltes halbsynthetisches 'Oestradiol' (Progynon B) zu injizieren, um eine Schwangerschaft zu erreichen. Bei seinen späteren Versuchen zur Unfruchtbarmachung verfolgte er das Verkleben beider Eileiter.
Nach Ausbruch des Zweiten Weltkrieges war Clauberg während des Überfalls auf Polen als Chirurg in einem Lazarett tätig. Ab 1940 war Clauberg Chefarzt einer Frauenklinik im (wegen der Tätigkeit des Ausnahmeneurochirurgen Wilhelm Wagner weltweit berühmten) Knappschaftslazarett in Königshütte (Ortsteil Neu-Heiduk) sowie gleichzeitig auch noch an einem weiteren Krankenhaus in dieser oberschlesischen Industriestadt.

### Politische Tätigkeit
Clauberg trat zum 1. Mai 1933 der NSDAP (Mitgliedsnummer 2.733.970) und der SA bei. In der SA bekleidete Clauberg den Rang eines Sanitätsobersturmführers. Zudem gehörte er dem NS-Dozentenbund und dem NS-Ärztebund an. Clauberg wurde 1940 ehrenhalber SS-Gruppenführer der Reserve.

### Menschenversuche

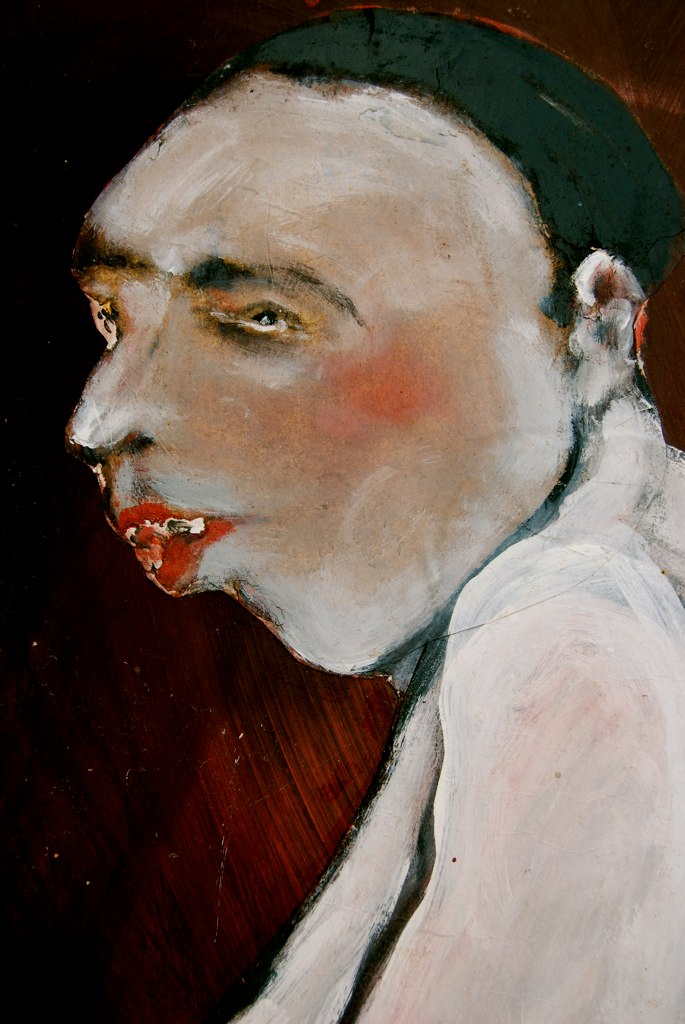
Dr. Carl Clauberg „The beast“, Gemälde des expressionistischen Künstlers Stefan Krikl aus dessen Serie Doctors of Death, 1985 (dt. Dr. Carl Clauberg „Die Bestie“ aus Ärzte des Todes)

Clauberg, der als Fachmann auf dem Gebiet der Sterilisationsforschung galt, hegte lange Zeit den Plan für ein Forschungsinstitut für Fortpflanzungsbiologie, kam aber bei den entsprechenden Regierungsstellen mit dem Vorschlag nicht weiter. Er führte Tierversuche durch, bei denen er den Versuchstieren formalinhaltige Substanzen in die Eileiter injizierte, welche Schleimhautverklebungen zur Folge hatten. Clauberg suchte den Kontakt zu Reichsführer SS Heinrich Himmler und wurde am 22. März 1941 von ihm vorgeladen. Er trug Himmler Gedanken zu Behandlung von individueller Unfruchtbarkeit, zur generellen Ursache für die Zunahme von Unfruchtbarkeit und zur operationslosen Sterilisation vor. Hintergrund für Himmlers Interesse war die Absicht, eine „negative Demographie“ bei den „Ostvölkern“ in den bereits im Krieg eroberten Gebieten herbeizuführen. Im Mai 1942 bat Clauberg Himmler schriftlich um die Möglichkeit, in größerem Umfang diese Sterilisationsversuche auch an Frauen durchführen zu können. Spätestens im Dezember 1942 wurde Clauberg im KZ Auschwitz-Birkenau tätig und begann – ebenso wie Horst Schumann – im Block 30 des Frauenlagers mit den Sterilisationsversuchen. Im März 1943 wies man ihm den Block 10 im Stammlager des KZ Auschwitz für seine Experimente zu. In den zwei Sälen im Obergeschoss dieses Blocks waren einige hundert Jüdinnen aus verschiedenen Ländern untergebracht. Mit der von Clauberg erarbeiteten Methode einer operationslosen Massensterilisierung wurde ein für diese Zwecke speziell präpariertes chemisches Mittel in die Eileiter injiziert, das deren starke Entzündung zur Folge hatte. Nach einigen Wochen waren die Eierstöcke verwachsen und damit verstopft. Einige Jüdinnen verstarben in direkter Folge der Experimente, andere wurden, weil sie nach Claubergs Kriterien unbrauchbar waren für die Experimente, selektiert, in Birkenau im Gas erstickt oder in einem Arbeitskommando ums Leben gebracht. Von 1942 bis 1944 wurden Clauberg in Auschwitz 498 Häftlinge „für Versuchszwecke“ zur Verfügung gestellt, wobei er pro Frau und Woche eine Summe von 1 Reichsmark an die Lagerleitung zu entrichten hatte. „Claubergs brutales Vorgehen ist bald lagerbekannt – einmal kommen SS-Aufseherinnen hinzu, weil sie sehen wollen, was er denn eigentlich mit den Frauen treibe, deren Geschrei durch das Lager hallt“. Aufgrund des Vorrückens der Roten Armee setzte er seine Versuche im Konzentrationslager Ravensbrück an mindestens 35 weiteren Frauen fort. Insgesamt führte Clauberg zwischen ca. 550 und 700 Zwangssterilisationen durch. Zu seinen Opfern zählte Ilse Arndt.
Im Juni 1943 schrieb Clauberg an Himmler:

„Die von mir erdachte Methode, ohne Operation eine Sterilisierung des weiblichen Organismus zu erzielen, ist so gut wie fertig ausgearbeitet. […] Was die Frage anbelangt, die Sie, Reichsführer, mir stellten, nämlich in welcher Zeit es etwa möglich sein würde 1000 Frauen auf diese Weise zu sterilisieren, so kann ich diese heute voraussehend beantworten. Nämlich: Wenn die von mir durchgeführten Untersuchungen so weiter ausgehen wie bisher – und es besteht kein Grund anzunehmen, dass sie es nicht tun – so ist der Augenblick nicht mehr sehr fern, wo ich sagen kann, von einem entsprechend eingeübten Arzt an einer entsprechend eingerichteten Stelle mit vielleicht 10 Mann Hilfspersonal höchstwahrscheinlich mehrere hundert, wenn nicht gar 1000 – an einem Tage.“

Am 21. Januar 2020 wurde auf Arte der Film Medizinversuche in Auschwitz (Untertitel: Clauberg und die Frauen von Block 10) gezeigt, der im Jahr 2019 unter der Regie von Sonya Winterberg und Sylvia Nagel entstand. Im Begleittext heißt es:

„Carl Clauberg war damals einer der weltweit führenden Reproduktionsmediziner, ein ehrgeiziger, aufstrebender Arzt, der sich in den Dienst des NS-Regimes stellte, um wissenschaftlich Karriere zu machen. Mit seinen Forschungen schuf er die Grundlagen für die Antibabypille, seine Arbeiten zur Geburtenregelung und Unfruchtbarkeit sind bis heute Teil des medizinischen Kanons – ohne jedoch den Bezug zu seinen Medizinversuchen in Auschwitz herzustellen.“

### Verurteilung, Haft und Tod
Am 8. Juni 1945 wurde Clauberg in Eckernförde (Schleswig-Holstein) festgenommen. Er wurde nach Anerkennung seiner Schuld im Juli 1948 in der Sowjetunion wegen der Ermordung sowjetischer Staatsbürger im KL Auschwitz zu 25 Jahren Haft verurteilt. Am 11. Oktober 1955 wurde er aus der Kriegsgefangenschaft im Rahmen der „Heimkehr der Zehntausend“ als „Nichtamnestierter“ entlassen. Zunächst war er wieder als Gynäkologe an seiner alten Universitätsklinik tätig. Er wurde dort als „Spätheimkehrer“ und Märtyrer gefeiert. Der Zentralrat der Juden in Deutschland erstattete Strafanzeige wegen fortgesetzter schwerer Körperverletzung. Am 21. November 1955 wurde in Kiel der Haftbefehl ausgestellt, nachdem er kurz zuvor schon auf Antrag seiner Frau wegen Drohungen mit Mord und Totschlag in die psychiatrische Klinik von Neustadt in Holstein eingewiesen worden war. Anfang Februar 1956 stellten die Gutachter seine Zurechnungsfähigkeit fest, bescheinigtem ihm aber eine „abnorme“ Persönlichkeit. Er kam in das Strafgefängnis Neumünster und Anklage wurde erst im Dezember 1956 erhoben – es fand sich „kein führender Gynäkologe (wie Martius, Philipp usw.), der als Gutachter vor Gericht hätte fungieren wollen“. Ralph Giordano schrieb über die Anklageschrift:

„Obwohl ich vielen NS-Prozessen vor bundesdeutschen Schwurgerichten beigewohnt habe, gehört die Anklageschrift gegen Clauberg zur unerträglichsten Lektüre, der ich mich je beim Studium von Naziverbrechen unterzogen habe.“

Aufgrund der gegen ihn erhobenen Vorwürfe wurde Clauberg 1956 die Mitgliedschaft in der Deutschen Gesellschaft für Gynäkologie versagt und ihm im März 1957 Berufsverbot erteilt. Bevor es zum Prozessauftakt kommen konnte, – die Verteidigung hatte die Eröffnung hintertrieben und das mit vielen ehemaligen nationalsozialistischen Juristen besetzte Landgericht Kiel hatte den Nebenkläger Henry Ormond abgewiesen – starb Clauberg im August 1957 an einem Schlaganfall in der Untersuchungshaft. Er war bei nur 155 cm Körpergröße stark fettleibig gewesen und galt als Alkoholiker. Weil Zweifel an einem natürlichen Tod bestanden, wurde eine Obduktion durch das gerichtsmedizinische Institut Kiel durchgeführt. Sie ergab beginnende Gehirnerweichung (Enzephalomalazie).

## Veröffentlichungen (Auswahl)
- Das Hormon des Corpus luteum. In: Zentralblatt für Gynäkologie. Band 54, 1930, S. 7–19.
- Zur Physiologie und Pathologie der Sexualhormone, im besonderen des Hormons des Corpus luteum. 1. Mitteilung: Der biologische Test für das Luteohormon (das spezifische Hormon des Corpus luteum) am infantilen Kaninchen. In: Zentralblatt für Gynäkologie. Band 54, 1930, S. 2757–2770.
- Die weiblichen Sexualhormone in ihren Beziehungen zum Genitalzyklus und zum Hypophysenvorderlappen. Berlin 1933.
- Innere Sekretion der Ovarien und der Plazenta. Leipzig 1937 (= Zwanglose Abhandlungen aus dem Gebiete der Inneren Sekretion, 2).